# Río Yumurí
El río Yumurí es un curso fluvial cubano, el cual desemboca en la bahía de Matanzas, comunicando con el estrecho de la Florida en la histórica capital provincial de Matanzas. El río comienza en el poblado de Imías y transcurre por una longitud de 54.2 km, incluyendo un cañón de 220 m con paredes de 200 m de alto.

## Descripción
El Valle de Yumurí se destaca por la biodiversidad de su flora y fauna, así como varios sitios arqueológicos. El valle, cursado por los ríos Yumurí y Bacunayagua, se encuentra rodeado por montañas de 150 m de alto. Estas elevaciones proporcionan muchos puntos ventajosos para admirar el valle. 
Un sitio importante es la Ermita de Monserrat, conocida por sus vistas de Matanzas. De acuerdo a una leyenda local, el nombre del valle y del río proviene del grito que lanzó antes de morir una princesa aborigen ("Yo morí").

## Véae también
- Anexo:Ríos de Cuba